# Памятник Николаю Щорсу (Киев)
Памятник Николаю Щорсу — памятник красному командиру,  комдиву  Щорсу. Открыт 30 апреля 1954 года — открытие было приурочено к 300-летию воссоединения России и Украины. Скульпторы В. З. Бородай, Н. М. Суходолов, М. Г. Лысенко; архитекторы А. И. Заваров и А. И. Власов.
До революции на этом месте стоял памятник графу А. Бобринскому, организатору постройки в Киеве железной дороги.
Памятник хоть и косвенно попадает под закон о декоммунизации, но защищён от демонтажа как объект культурного наследия. Монумент включён в Государственный реестр недвижимых памятников Украины по категории национального значения как памятник монументального искусства постановлением Кабинета Министров Украины от 03.09.2009 № 928, охранный № 260055-Н. В начале декабря 2023 года демонтирован ().

## Описание
Памятник расположен на пересечении бульвара Тараса Шевченко и улицы Симона Петлюры (бывшая улица Коминтерна). Конная статуя Николая Щорса высотой 13,8 м установлена на гранитном постаменте высотой 6,5 м. Вверху постамент декорирован карнизом и фризом с барельефами с изображениями эпизодов Гражданской войны на Украине.
Памятник выгодно смотрится на фоне зелёного бульвара. Щорс изображён привставшим в стременах с поднятой вверх рукой. Он как будто призывает солдат пойти в атаку. Силуэт памятника и строгие черты лица призваны передать железную волю офицера. В то же время критики отмечают дробную пластику памятника и однозначность его силуэта, что мешает в полной мере раскрыть романтическую тему по мере обхода монумента. Форма постамента также не очень удачна.
По неоднократным утверждениям экс-Президента Кравчука, именно он, будучи студентом, подрабатывал натурщиком для скульптора. При этом в интервью изданию «Гордон» Леонид Кравчук подчеркнул, что ему безразлична судьба памятника: 

— В Киеве на бульваре Шевченко стоит очень красивый памятник красному командиру Щорсу. Я знаю, что Щорса лепили с вас — вы были молодой, красивый… Теперь памятник Щорсу хотят снести. Вам его не жаль?

— Абсолютно нет. Это же Щорс, а не Кравчук. Если бы там было написано «Кравчук», может, мне и было бы обидно.
— «Гордон», интервью 28.02.2017

## Вандализм

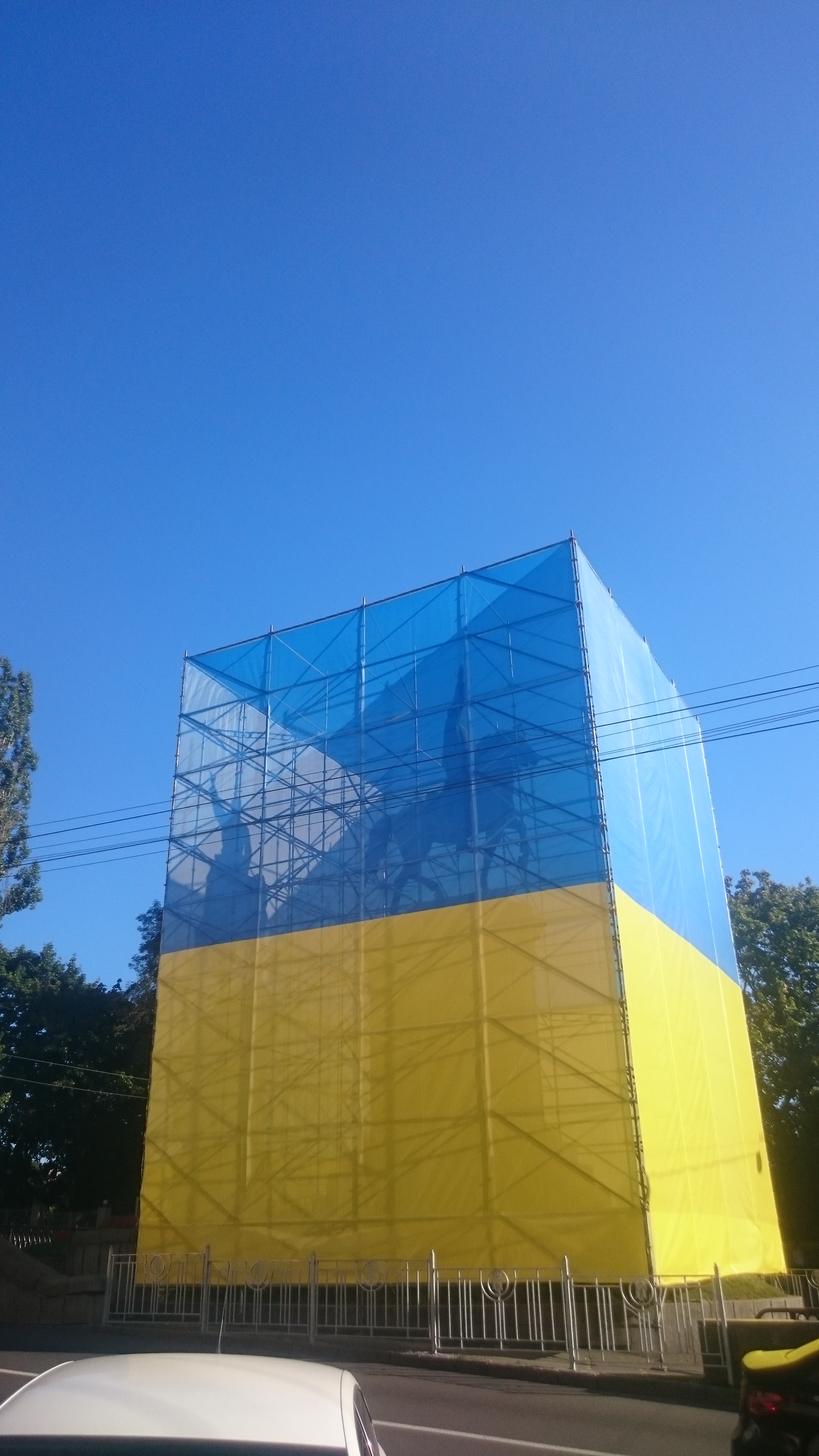
Памятник Щорсу после закрытия

Памятник часто становится объектом вандализма. Ночью 10 апреля 2008 года он был подорван и при акте вандализма был отбит фрагмент гранитного памятника величиной 50х50 сантиметров. Ночью 4 марта 2010 года вандалы написали на постаменте белой краской имя и фамилию националиста Евгения Коновальца.

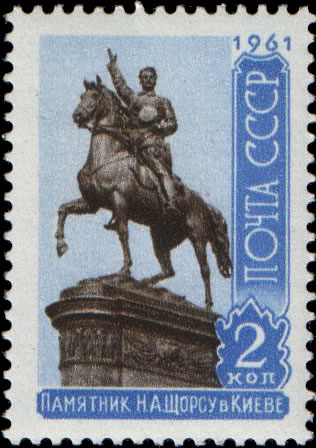
Памятник Н. А. Щорсу в Киеве (ск. М. Лысенко и др.). Художник: Х. Ушенин. Марка СССР, номинал — 2к.

29 февраля 2016 года Виталий Кличко заявил, что памятник Щорсу не подлежит сносу. 1 марта 2016 года и. о. Департамента градостроительства и архитектуры КГГА Анна Бондарь заявила, что памятник Щорсу снесён не будет.
30 июня 2016 года десятки полицейских встали на защиту памятника от вандалов, которые хотели его снести.
23 августа 2016 года городской департамент с одной из четырёх сторон памятника прикрыли его огромным флагом Украины (с остальных трёх сторон он остался открытым). На 24 августа 2016 года Батальон «ОУН» анонсировал снесение памятника, однако акт вандализма был пресечён полицией.
Затем (в течение 24-29 августа) памятник полностью закрыли с четырёх сторон каркасом обтянутым плотной парусиной национальных цветов.
20 марта 2017 года стало известно о том, что у памятника уже отсутствует передняя правая нога коня. При каких обстоятельствах нога была отпилена, неизвестно.

## Демонтаж
В начале декабря 2023 года памятник был демонтирован по решению городских властей. После демонтажа был перемещен в место дальнейшего хранения, как произведение искусства, имеющее историческое значение.